# Hugo von Tschudi
Hugo von Tschudi   (Edlitz, 7 de febrer de 1851 - Stuttgart, 23 de novembre de 1911) va ser un historiador de l'art austríac que es va nacionalitzar suís. També va col·leccionar obres de pintura de l'impressionisme

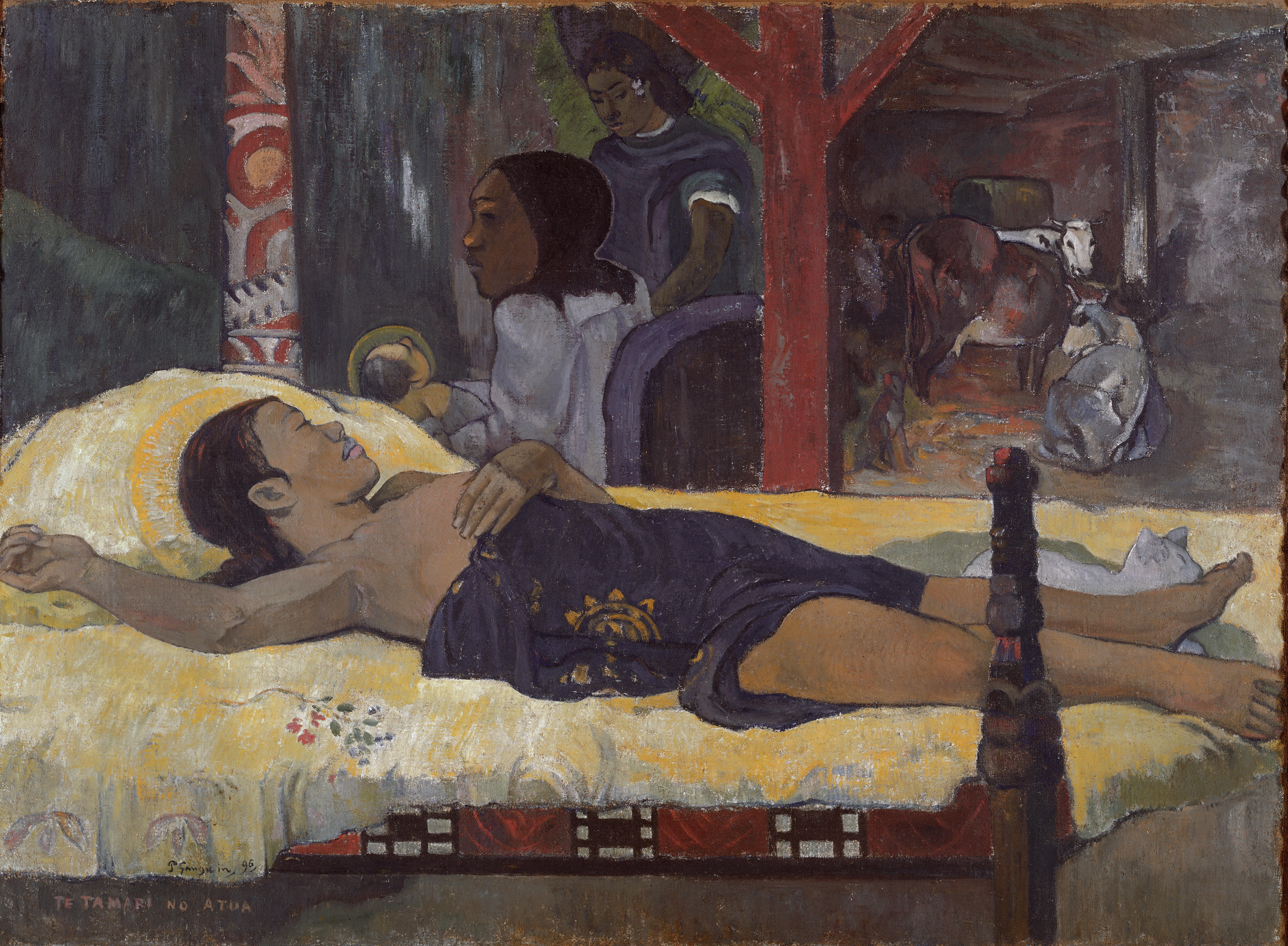
El "Naixement de Crit" de Gauguin (1896)

Tschudi comprà la controvertida obra de Gauguin "El Naixement de Crist" que va desagradar particularment al Kaiser Guillem II. Tschudi, com a director de la Galeria Nacional de Berlín, va penjar aquesta obra al museu i, aviat, el Kaiser el va fer dimitir, però, tanmateix, li va donar el lloc de director de la Neue Pinakothek de Múnic a on se'n va emportar aquella obra de Gauguin, i encara hi continua estant.
Entre 1905 i 1914 va comprar obres mestres de l'Impressionisme i el Postimpressionisme per a la col·lecció estatal bàvara de Múnic.

## Llibres
- Ausstellungskatalog Berlin, München: Manet bis van Gogh, Hugo von Tschudi und der Kampf um die Moderne Prestel-Verlag 1996 ISBN 3-7913-1748-2
- Barbara Paul: Hugo von Tschudi und die moderne französische Kunst im Deutschen Kaiserreich Zabern-Verlag 2001 ISBN 3-8053-1416-7